# Terrer
Terrer è un comune spagnolo di 601 abitanti situato nella comunità autonoma dell'Aragona.